# フンゲン
フンゲン (ドイツ語: Hungen, ドイツ語発音: [ˈhʊŋən]) は、ドイツ連邦共和国ヘッセン州ギーセン郡に属す市である。2年毎に開催されるシェーファーフェスト（羊飼い祭）のため「羊飼い都市」という名前もある。

## 地理
フンゲン市は、ギーセン郡の南東部に位置しており、ヴェッテラウとフォーゲルスベルク山地との間に境を接している。

### 隣接する市町村
フンゲンは、北はラウバッハ（ギーセン郡）、東はニッダ、南はヴェルファースハイムおよびエヒツェル、西はミュンツェンベルク（以上 4市町村はヴェッテラウ郡）およびリヒ（ギーセン郡）と境を接している。

### 市の構成
1970年代に、ベラースハイム、インハイデン、ロートハイム、ラーベルツハウゼン、ノンネンロート、ランクト、オッボルンホーフェン、シュタインハイム、トライス＝ホルロフ、ウトフェ、ヴィリンゲンといった町村が合併したことで、現在の人口は約 13,000人である。

## 歴史

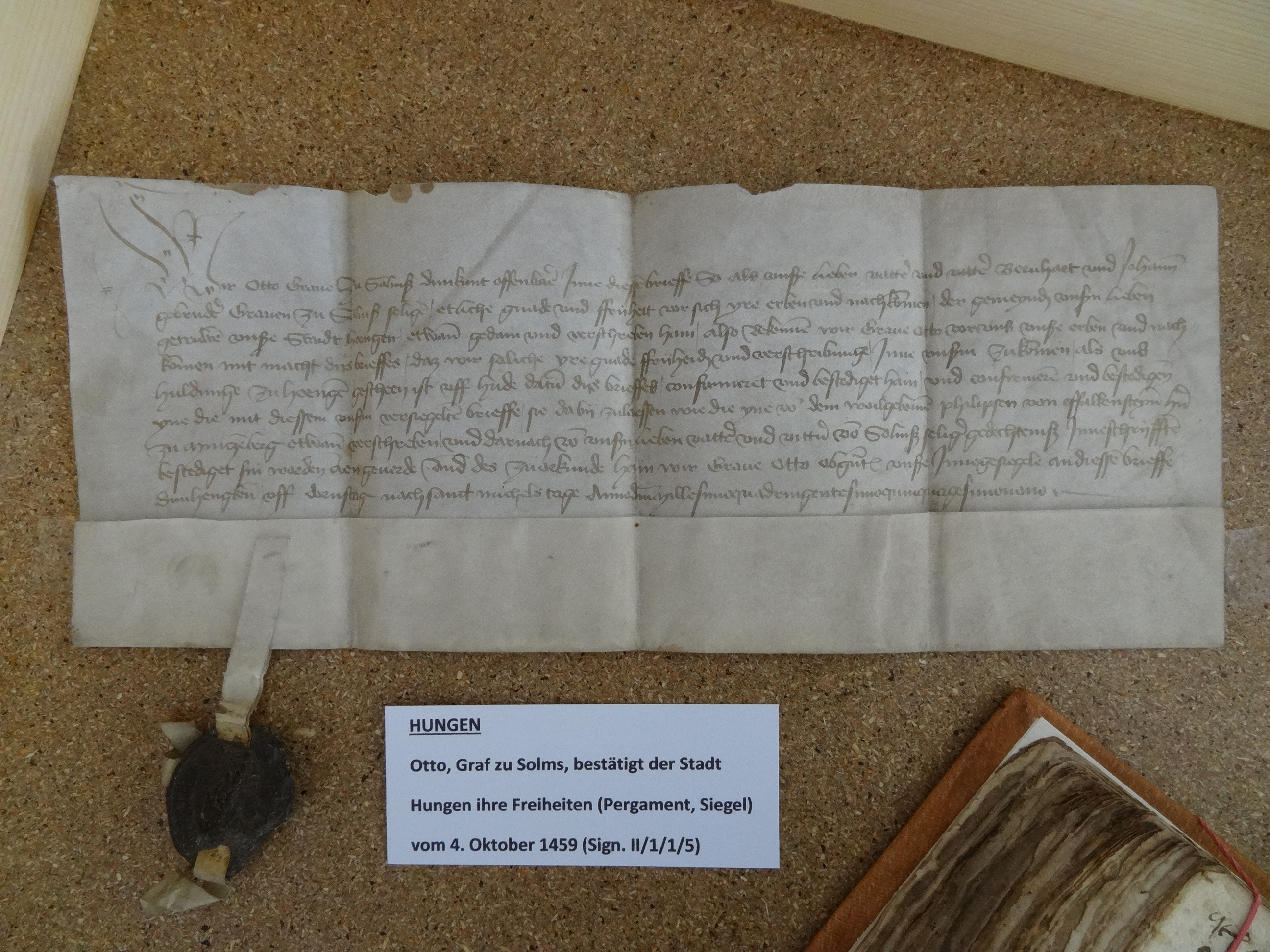
ゾルムス伯オットーが本市の権利を保証した1459年10月4日のの特許状

中核市区は、782年7月28日にカール大帝からヘルスフェルト修道院への寄進として初めて記録されている。"Hoinge" あるいは "Houngun" と周辺の集落や開墾地である「ヘルスフェルトシャー・マルク」がこの寄進を構成していた。修道院代官は、ミュンツェンベルクの支配下にあったが、後にファルケンシュタイン配下となった。
教区教会は、1320年のレーエン状に記されている。皇帝カール4世は1361年4月20日に都市権を授けた。遺産相続の結果フンゲンは1419年5月24日にゾルムス伯の所領となった。1469年5月24日、皇帝フリードリヒ3世は10月28日から11月11日までの期間市場を開催する権利を与えた。この市場は伝統的な万聖節の市場に発展した。
1602年から1693年までフンゲンは遺領分割によって独立した伯領となったが、その後ヘッセン＝ダルムシュタット方伯領に編入された。この方伯は1806年にヘッセン大公に昇格した。この街は1841年から1848年までフリートベルク県フンゲン郡の郡庁所在地であった。

### 市町村合併
ヘッセン州の地域再編に伴い、1970年12月31日にランクト、ラーベルツハウゼン、シュタインハイム、トライス＝ホルロフ、ウトフェが、1971年12月31日にノンネンロートとロートハイムが本市に合併した。1977年1月1日、「ディル郡、ギーセン郡、ヴェッツラー郡とギーセン市の新設に関する法律」に従って、ベラースハイム、インハイデン、オッボルンホーフェン、ヴィリンゲンがフンゲン市に合併した。
一方、1972年8月1日には、当時50人ほどが住んでいた地域が隣接するニッダ市に編入された。

## 行政

### 議会
2011年3月27日の市議会議員選挙以降、フンゲンの市議会は 37議席で構成されている。

### 市長
ライナー・ヴェンゴーシュ (Freie Wähler) は、2011年3月27日の市長選挙で 64.4 % の票を獲得して対立候補のエルケ・ヘギー (SPD) に勝利した。彼は、2011年12月2日に18年市長を務めたペーター・ヴェーバー (SPD) に替わって市長職に就いた。

### 姉妹都市
- サン＝ボネ＝ド＝ミュール（フランス語版、英語版）（フランス、ローヌ県）[9]

## 文化と見所

### 建築

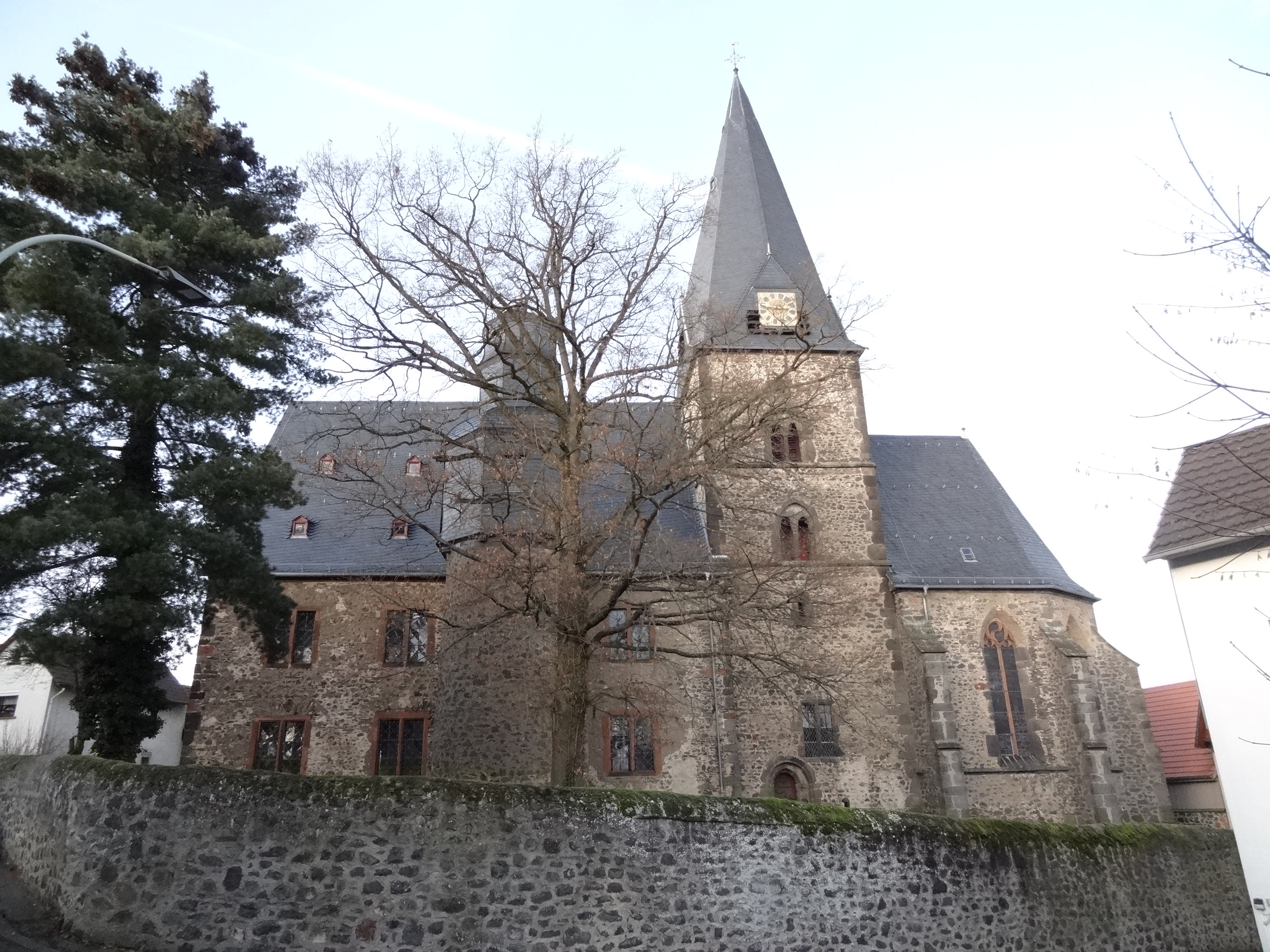
福音主義フンゲン市教会

#### 福音主義市教会
福音主義の市教会はフンゲンで最も古い建造物であり、1286年に初めて記録されている。何世紀もの間に増築を繰り返した外観は、ロマネスク様式、ゴシック様式、ルネサンス様式が混合されたものである。12世紀の終わり頃ルネサンス様式の塔基部が造られた。これは内陣と長堂との間にあり、価値の高い壁絵が描かれている。2つの上層階は13世紀中頃に造られ、初期ゴシック様式を呈している。後期ゴシック様式の内陣は1518年に献堂され、約100年間フンゲンを本拠としたゾルムス＝フンゲン伯家の墓所礼拝堂をして使われていた。長堂は1596年から1608年までの間に拡張された。この城館風の建物は、当時の教会建築としてはまったく新しいもので、17世紀から18世紀に周辺の数多くのプロテスタント教会のモデルとなった。

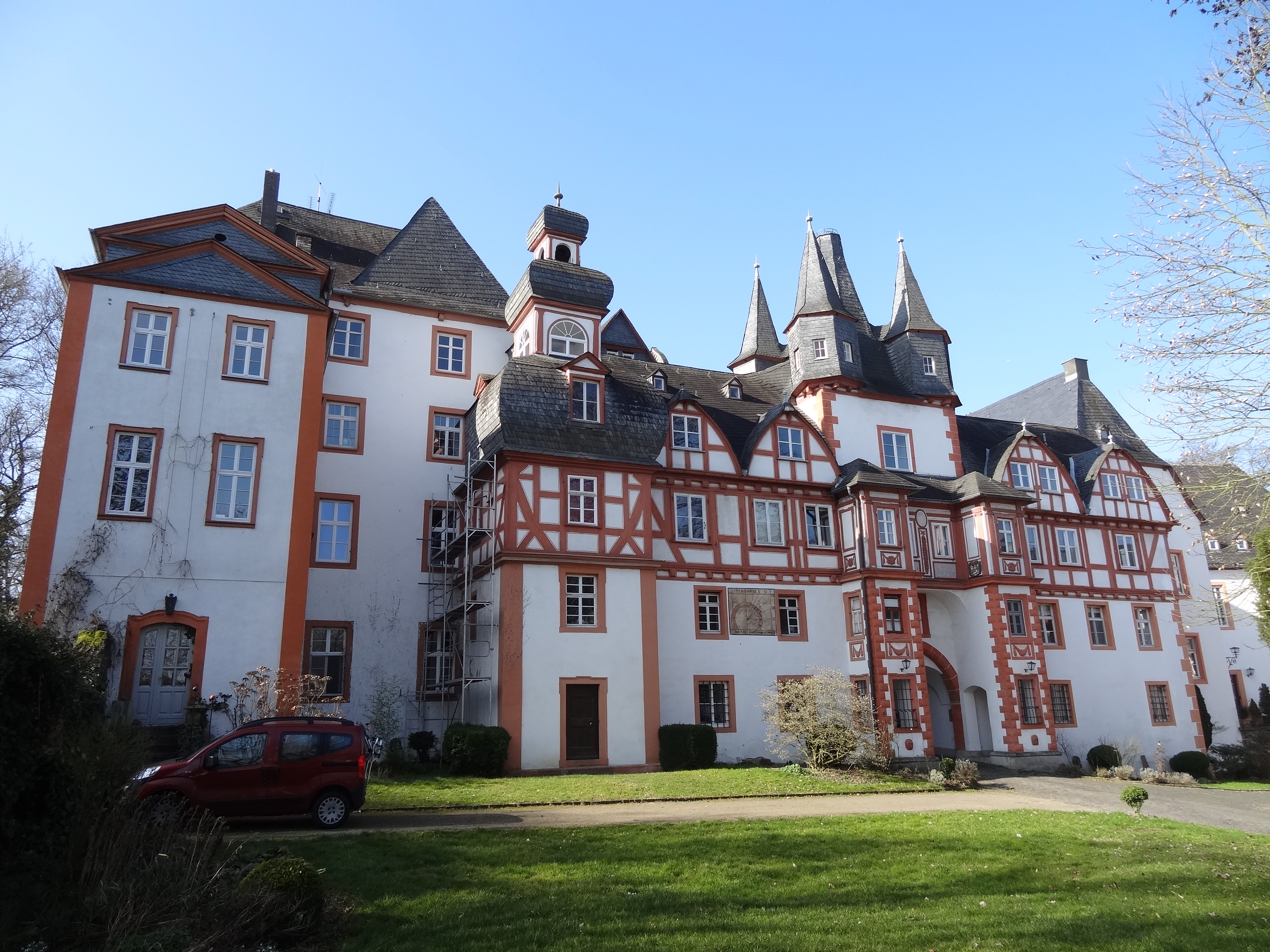
フンゲン城

#### 城館
ホルロフ川からの高さが約 15 m の小さな丘の防衛施設の起源については推測がなされているだけで定説はない。現在の城館は、1383年に文献に記録が遺る古い城塞があった場所に 15世紀の中頃から建設がなされた。その後数世紀の間に城館は何度も増改築が繰り返された。1974年に所有法人が入手し、多くの手を加えて現在の状態になった。

#### 旧郡役場
シュロスガッセ 6番地に建つ。マンサード屋根を戴き、化粧漆喰が塗られた3階建てのこの木組み建築は、おそらく18世紀後期に建設された。

#### 民家

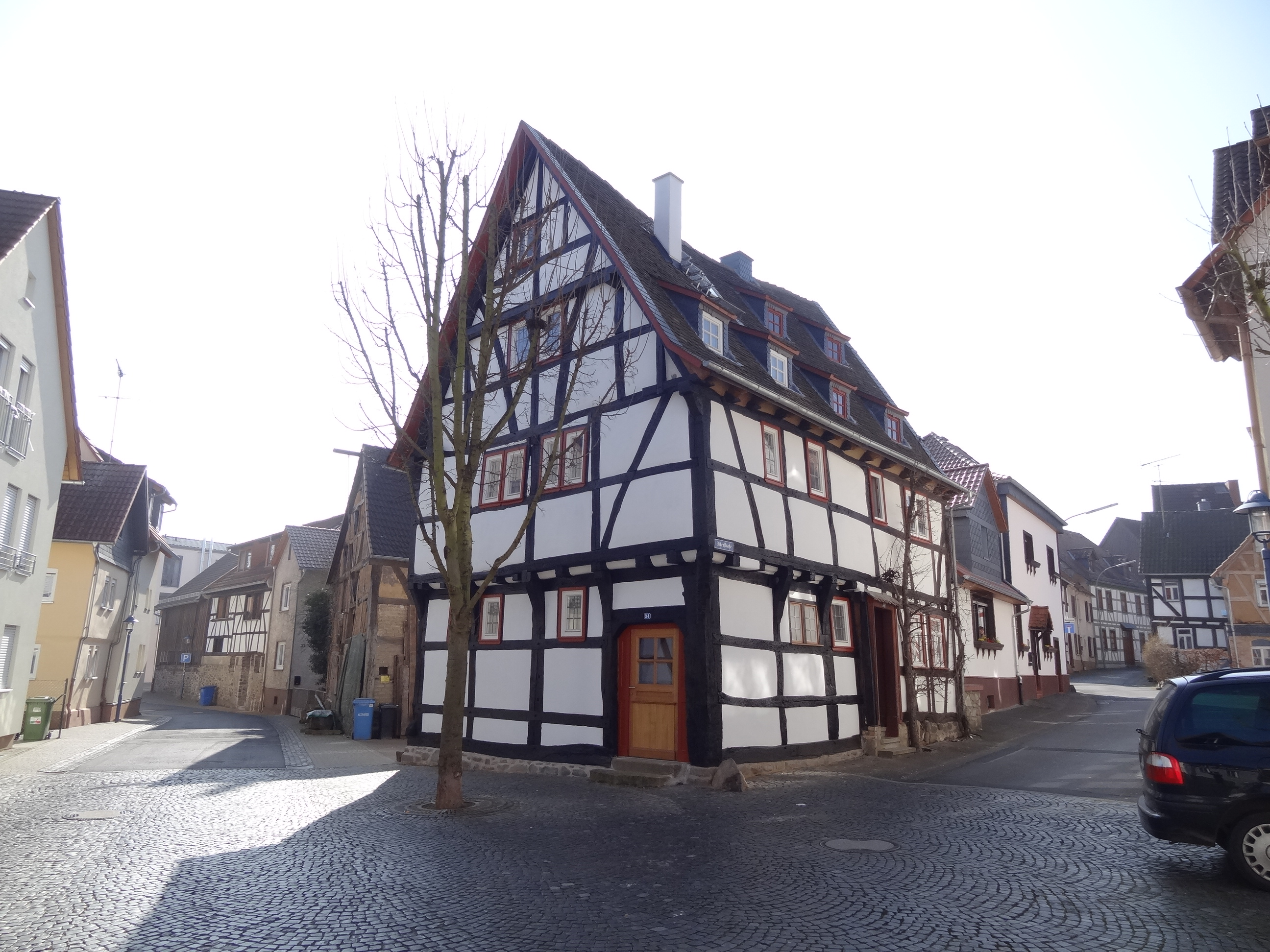
ビッツェン通り 34 - 36番地の建物

破壊と無個性な新しい建築に侵食された中心街の中には、それでも古い木組み建築がいくつか遺されている。ただし、その中には漆喰が塗り重ねられたものやショーウィンドウが開けられているものもある。ごく最近になってやっと、都市改修に伴って、漆喰を剥がし、専門的見地から正当な修復が大規模に行われた。
- 1978年にも、本市の最も重要な建築文化財の一つがこの街から失われた。1589年に建設されたアムツハウス（役所、かつてはオーバートーア通り 14番地にあった）である。この建物は現在、ヘッセンパルク野外博物館（ドイツ語版、英語版）に移築されており、管理棟として使われている。
- ビッツェン通り 34 - 36番地の2棟続きの建物は、2009年から2013年に修復がなされた。その際行われた年輪年代学研究の結果、この建物は1465年建造とされた。
- オーバートーア通り 13番地の木組み建物は、最近の修復によって新しくなり、一部補強がなされた。現在レストランとして使われている切妻造りのこの建物は、おそらく1500年頃に建造されたもので、フンゲンで最も古い建物の一つである。
- マルクト広場沿い旅館シュテルンターラー（オーバートーア通り 29番地）がある。彫刻が施された梁を持つこの堂々とした4階建ての建物は、1661年の銘を持ち、1763年に改築された。

#### 市壁
中世の市壁は、南東部の大きな部分が保存されている。そのほとんどが家屋を一体化している。このあたりでは堀を持つ土塁の後も見ることができる。

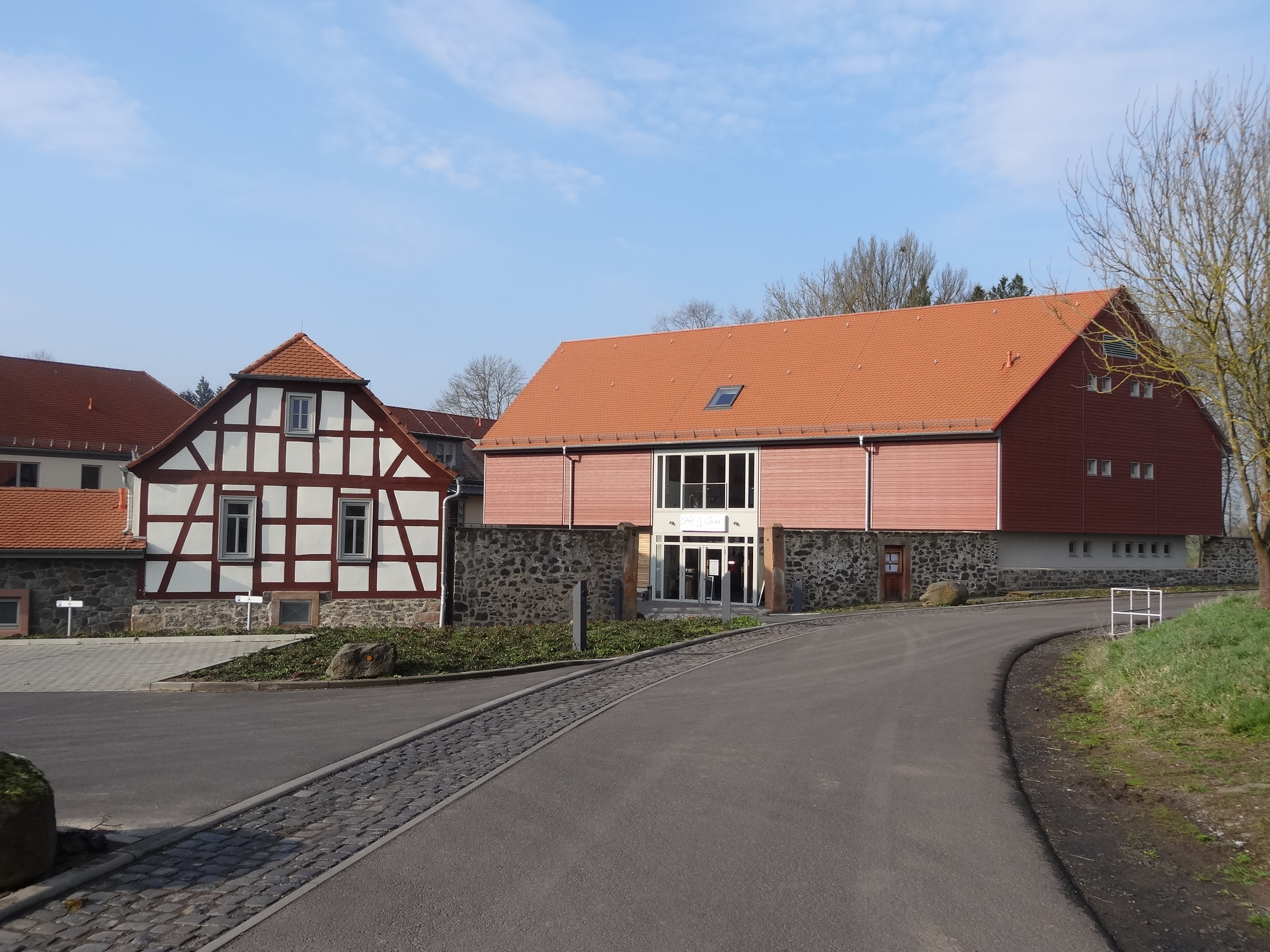
ホーフ・グラスのリメス情報センター（左）と市立文書館（右）

#### ホーフ・グラス
連邦道 B457号線沿い、ニッダ方面にホーフ・グラスはある。このかつての農園は、2010年から2012年に大規模な修復がなされた。これ以降、リメス情報センターやフンゲン市立文書館がここにある。

### 周辺市区部の建造物

#### インハイデン城
フンゲンの南、ホーフ・グラスの近くに、200年ほど前のローマ時代の遺構であるインハイデン城がある。

#### フェルトハイマー・ヴァルト城跡
もう一つのローマ時代の遺構、フェルトハイマー・ヴァルト城跡は、中核市区から西南西に約 2 km、フェルトハイムの森の北端に位置している。施設の輪郭線は、敷地の起伏で判別できる。

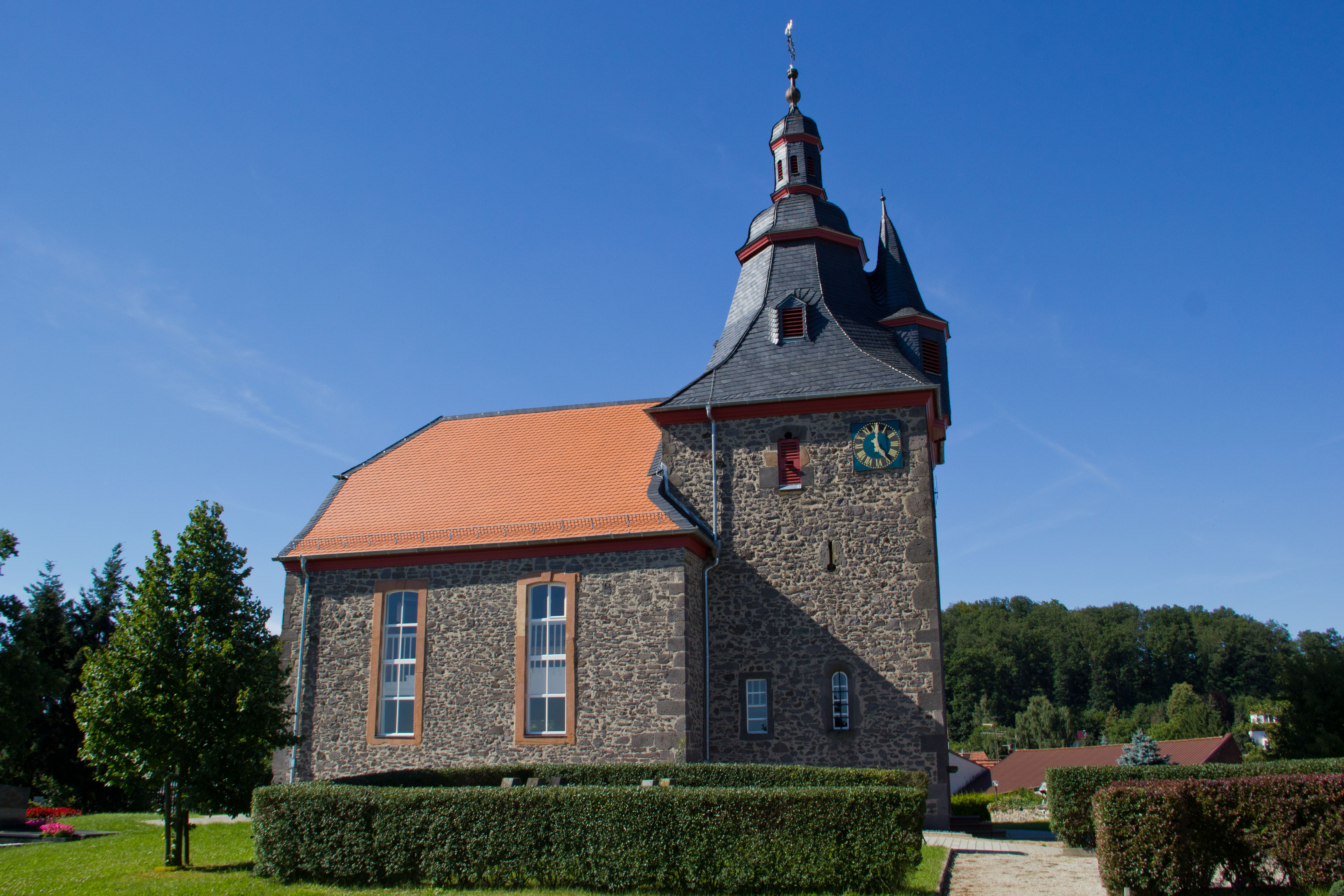
ノンネンロートの福音主義教会

#### ノンネンロート市区
ノンネンロートは 1271年に初めて文献に記録されている。この村は、かつてはヘルスフェルトシャー・マルクに属した。山頂に現在の象徴的建造物防衛教会が建設され、鐘楼が教会堂に組み込まれた。三十年戦争はこの小さな村に飢餓、苦悩と荒廃をもたらした。フンゲンからガルゲンベルクを越えてグリューンベルクに至る軍事道路がノンネンロートを通っており、絶えず軍隊が往来したためである。
- 旧郡役場
- オーバートーア通り13番地
- オーバートーア通り29番地
- ビッツェン通りに遺る市壁
- フェルトハイマー・ヴァルト城跡

## 経済と社会資本

### 交通

#### 歴史
フンゲンの経済的重要性は、すでに中世初期から始まっていた。それは、この街がザルツシュトラーセ（塩街道）とアルター・ゲルンホイザー・ポストシュトラーセ（旧ゲルンハウゼン郵便街道）という2本の重要な交易路が交差する地点にあたっていたためである。もう一つの重要なファクターが都市権および市場開催権の獲得である。これによって現在も毎年11月1日に開催されている万聖節の市場が開催されるようになった。

#### 道路
2006年末まで、連邦道 B457号線と B489号線がかつての交易路をなぞるようにこの街を通っていた。新しいバイパス道路によって両連邦道の交差地点は市街地の外、南側に設けられ、旧連邦道は郡道に改められた。

#### 鉄道

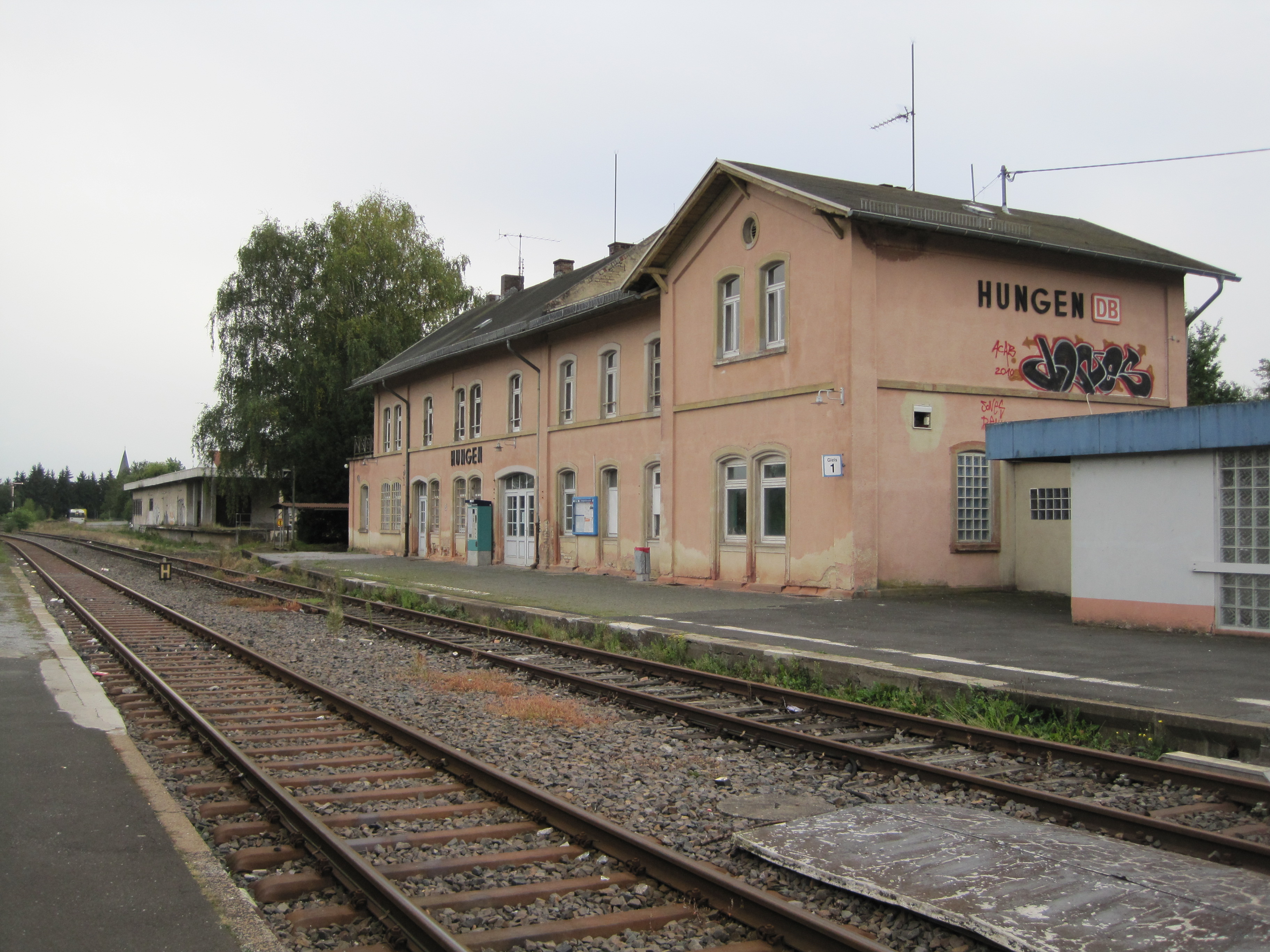
フンゲン駅

フンゲンはかつて、鉄道の乗換駅であった。専用の貨物発送施設を有する大規模な駅の遺構がこれを物語っている。この施設は、数多くの近距離・中距離向けの小規模運送代理店の存在を支えた。ヘッセン大公国邦有鉄道によって建設されたホルロフタール鉄道（フリートベルク (ヘッセン) – フンゲン、ラウバッハ – ミュッケ）とラーン＝キンツィヒ鉄道（ギーセン – ゲルンハウゼン）の2つの鉄道がここで交差していた。ラーン＝キンツィヒ鉄道は現在もライン＝マイン交通連盟の地域で運営されている。フンゲン – ラウバッハの区間は1999年に廃止され、撤去され、かつての軌道跡に自転車道が整備された。フリートベルク方面では、ヴェルファースハイム＝ゼーデルとフンゲンとの区間が2005年に廃止された。この路線の操業再開に関して近隣自治体で議論がなされている。

#### 公共旅客交通
フンゲン市とギーセン郡は、ライン=マイン交通連盟のサービス地域に属している。フンゲンでは VGO-60系統のバス路線が運行している。

#### 自転車道
ドイツ・リメス自転車道がフンゲンとインハイデン市区およびシュタインハイム市区を通っている。この自転車道はライン川沿いのバート・ヘニンゲンからドナウ川沿いのレーゲンスブルクまで全長 818 km 以上にわたってオーバーゲルマニシュ＝レティシャー・リメスをたどる。

## 引用
1. ↑  Hessisches Statistisches Landesamt: Bevölkerung in Hessen am 31.12.2023 (Landkreise, kreisfreie Städte und Gemeinden, Einwohnerzahlen auf Grundlage des Zensus 2011)]
2. ↑  Max Mangold, ed (2005). Duden, Aussprachewörterbuch (6 ed.). Dudenverl. p. 414. ISBN 978-3-411-04066-7
3. ↑  Landesgeschichtliches Informationssystem Hessen: Historisches Ortslexikon - Hungen（2015年6月22日 閲覧）
4. ↑  Gesetz zur Neugliederung des Dillkreises, der Landkreise Gießen und Wetzlar und der Stadt Gießen（2015年6月22日 閲覧）
5. ↑  Gerstenmeier, K.-H. (1977): Hessen. Gemeinden und Landkreise nach der Gebietsreform. Eine Dokumentation. Melsungen. p. 299
6. ↑  Statistisches Bundesamt (Hrsg.): Historisches Gemeindeverzeichnis für die Bundesrepublik Deutschland. Namens-, Grenz- und Schlüsselnummernänderungen bei Gemeinden, Kreisen und Regierungsbezirken vom 27. 5. 1970 bis 31. 12. 1982. W. Kohlhammer GmbH, Stuttgart und Mainz 1983, ISBN 3-17-003263-1, p. 365.
7. ↑  ヘッセン州統計局: 2011年3月27日のフンゲン市議会議員選挙結果（2015年6月22日 閲覧）
8. ↑  2011年3月27日のフンゲン市長選挙結果（2015年6月22日 閲覧）
9. ↑  Hungen - Städtepartnerschaft - Willkommen in Saint Bonnet de Mure（2015年6月22日 閲覧）
10. ↑  Bahnstrecke Hungen/Wölfersheim: Verhandlung mit Bahn vor Durchbruch?, Gießener-Allgemeine 2010年7月23日付け（2015年6月24日 閲覧）